# 深圳育才二中
深圳市蛇口育才教育集团育才二中（简称深圳育才二中、育才二中），是位于中国广东省深圳市南山区蛇口的一所公办初级中学，创办于1992年，2000年转制为政府办学，现为深圳市蛇口育才教育集团旗下成员，是南山区教育局下属学校。学校现有36个教学班，1600余名学生，在职教职员工140余人。其校刊《听海》曾在中国大陆范围内获奖。

## 历史
1992年，深圳育才二中创办于招商局蛇口工业区，时为一所企业学校。之后经历普通高中、职业高中以及初中合校独立办学等时期，2000年转制为政府办学。2003年4月8日，深圳蛇口育才教育集团成立，育才二中作为初中成员校加入。

## 学校文化

### 校刊
育才二中校刊是听海文学社主办的《听海》，曾在中国大陆范围内获奖。同时，听海文学社为全国百佳文学社团，其网站是由该校学生自主创建的听海网。

### 获得奖项
学校先后荣获国家教育部规划重点课题中小学心理健康教育实验基地、国家手球奥林匹克后备人才训练基地、全国学校体育联盟（教学改革）实验学校、全国青少年校园足球特色学校、教育部“争先世纪”华南区南山足球基地重点校、全国德育科研先进单位、广东省一级学校、广东省绿色学校、广东省中小学心理健康教育示范学校、深圳市中小学创客实践室、深圳市“十大科技创新教育示范学校”、深圳市教育先进单位、深圳市德育工作示范学校、深圳市首批文明学校、深圳市园林式花园式达标学校、深圳市学校卫生工作先进单位、深圳市学校健康教育先进单位、2019-2022年度深圳市体育传统项目（手球 排球足球）学校、2018年“深圳市年度最具变革力学校”，2019-2022年南山区体育传统项目高水平运动项目学校，南山区2018年传统文化教育特色学校，首批深圳市南山区心理健康教育达标学校、深圳市南山少年创新分院、南山区教育先进单位、南山区科技创新先进学校、南山区体育传统项目基地、国家定点考试学校等荣誉或称号。听海学生文学社为全国百佳文学社团（《听海杂志》荣获第二届全国中小学优秀校内报刊评选活动最佳社团刊一等奖） （页面存档备份，存于）

### 校歌
|  | 深圳湾畔，南山脚边，有我们美丽的校园 父母的青春，在蛇口闪光，我们的脚步把前辈追赶 自觉自强，刻苦钻研，五育并举，全面发展 谁有我们这样的幸福，成长在工业区的春天 同学友爱，老师温暖，溶进我们纯真的心田 多彩的生活，将素质培养，顽强的拼搏把意志锻炼 勤学有礼，负责守纪，育才成林，永做贡献 谁有我们这样的自豪，肩负起新时代的明天 |

### 优秀教师
数学张少杰
英语教师陈蔚  （页面存档备份，存于）
https://ycez.szns.edu.cn/xxxw/201911/W020191127626082992547.jpg （页面存档备份，存于）

## 未来发展
南山区政府为满足蛇口片区居民的初中学位需求，缓解片区学位压力，计划投资对育才二中改扩建。拟改扩建至42个初中班，增加300个初中学位。